# Fairfield (Ohio)
Fairfield est une ville située dans les comtés de Butler et de Hamilton, dans l’État de l’Ohio. Lors du recensement de 2010, sa population s’élevait à 42 510 habitants. Sa superficie totale est de 54,55 km2.

## Source
- (en) Cet article est partiellement ou en totalité issu de l’article de Wikipédia en anglais intitulé « Fairfield, Ohio » (voir la liste des auteurs).